# Prodecatoma nilamburensis
Prodecatoma nilamburensis är en stekelart som beskrevs av Durgadas Mukerjee 1981. Prodecatoma nilamburensis ingår i släktet Prodecatoma och familjen kragglanssteklar. Inga underarter finns listade i Catalogue of Life.